# Al Seckel
Alfred Paul "Al" Seckel (Nova Iorque, 3 de setembro de 1958 — França, 2015) foi um colecionador e popularizador americano de visuais e outros tipos de ilusões sensoriais, que escreveu livros sobre eles.

## Primeiros anos
Seckel nasceu em 3 de setembro de 1958 em Nova Iorque, filho de Paul Bernard Seckel, pintor e artista gráfico nascido na Alemanha, e Ruth Schonthal, pianista e compositora clássica nascida na Alemanha. Sua mãe era uma refugiada dos nazistas. Seckel foi criado em uma casa judia. Ele cresceu em New Rochelle, Nova Iorque, com seus dois irmãos mais velhos, Ben e Bernard Seckel. Seckel se formou na New Rochelle High School em 1976. Ele estudou na Universidade Cornell de 1976 a 1978, mas saiu sem se formar.
Em 1981, Seckel mudou-se para a região metropolitana de Los Angeles, onde morou por quase trinta anos.

## Carreira

### Movimento pensamento livre
Ao longo dos anos 80, Al Seckel atuou no movimento pensamento livre. Nesta capacidade, ele escreveu vários artigos e panfletos. Ele também editou dois livros sobre o filósofo racionalista inglês Bertrand Russell. Em 1983, Seckel e John Edwards co-criaram o design de peixes de Darwin, que foi vendido pela primeira vez como adesivo para carro e em camisetas entre 1983 e 1984 por um grupo do sul da Califórnia chamado Atheists United. Chris Gilman, um fabricante de adereços de Hollywood, fabricou os primeiros enfeites de carros de plástico em 1990 e licenciou o design para a Evolution Design de Austin, Texas. Quando o emblema evoluiu para um negócio de um milhão de dólares, o Evolution Design ameaçou processar os distribuidores de produtos similares e derivados. Seckel, por sua vez, processou o Evolution Design por violação de direitos autorais. Seckel não buscava royalties, mas queria que o Evolution Design permitisse o uso gratuito do design por qualquer pessoa autorizada por ele. Embora Seckel tenha sido capaz de produzir exemplos do projeto que antecederam a data reivindicada pelos direitos autorais de Gilman em 1990, o processo foi resolvido quando ficou claro que Seckel e Edwards haviam permitido que o projeto caísse em domínio público.
Em 1984, Seckel fundou o Southern California Skeptics (SCS) e tornou-se um porta-voz da ciência e sua relação com o paranormal. A SCS co-patrocinou e produziu uma série mensal de palestras, principalmente realizadas no Instituto de Tecnologia da Califórnia, com outras reuniões ocasionalmente realizadas no campus de Cal State Fullerton, que explicavam supostos fenômenos paranormais, como percepção extra-sensorial e caminhada de fogo. Seckel também escreveu sobre a investigação de várias alegações sobrenaturais da perspectiva científica. Uma dessas investigações, liderada por James Randi, dizia respeito ao curandeiro Peter Popoff, que usava um transmissor de audição para dar a impressão de que ele era psíquico e ouvia informações particulares de Deus. Seckel também escreveu uma coluna para o Los Angeles Times e o Santa Monica Monthly News de 1987 a 1989, explicando fenômenos aparentemente surpreendentes ou paranormais em termos científicos. Um artigo publicado na New Scientist em 1985 afirma que os céticos do sul da Califórnia foram "o capítulo que mais cresce no Comitê de Investigação Científica de Reivindicações do Paranormal (CSICOP)". O autor George P. Hansen, em um artigo publicado em 1992, afirmou que incidentes envolvendo Seckel embaraçaram o CSICOP porque "ele não possuía as credenciais acadêmicas que alegava".
Em 1987, SCS e Seckel ajudaram a patrocinar um pedido de amicus perante a Suprema Corte dos Estados Unidos no caso Edwards v. Aguillard, desafiando a constitucionalidade de uma lei da Louisiana que pedia a inclusão em sala de aula de criacionismo científico. O escrito foi escrito por um grupo de advogados liderados por Jeffrey Lehman (mais tarde presidente da Universidade Cornell), e o membro do conselho da SCS e o Prêmio Nobel Murray Gell-Mann recrutaram as assinaturas de 72 ganhadores do Nobel, dezessete Academias Estaduais de Ciências e sete outras instituições científicas. organizações. Argumentou que a "ciência da criação" era contrária não apenas ao estudo da evolução, mas a todas as ciências. O tribunal decidiu em uma votação de 7-2 que a chamada "ciência da criação" era, de fato, religião disfarçada de ciência, deliberadamente interpretada como tal, a fim de contornar as proibições constitucionais de manter Igreja e Estado separados, especialmente na ciência pública. Sala de aula. Todas as opiniões citaram o escrito, incluindo os dissidentes.
Os céticos do sul da Califórnia se dissolveram no final dos anos 80. Em 1992, Michael Shermer fundou um novo grupo cético de Los Angeles, chamado Sociedade dos Céticos, usando a antiga lista de discussão da SCS e envolvendo vários membros do mesmo conselho.

### Ilusões visuais
Seckel era "um dos principais colecionadores e popularizadores" de ilusões de ótica.
Em 1994, ele criou um sítio interativo sobre ilusões. Ele também desenvolveu instalações de ilusão visual para museus.
Os livros de Seckel sobre ilusões de ótica incluem vários livros ilustrados para crianças, como Ambiguous Illusions (2005), Action Optical Illusions (2005) e Stereo Optical Illusions (2006).
Seu livro, Masters of Deception: Escher, Dali, and the Artists of Optical Illusion (2004), coleciona o trabalho de muitos artistas de ilusão visual, incluindo entre outros Giuseppe Arcimboldo (1527-1593), Salvador Dalí (1904–1989), M. C. Escher (1898-1972) e Rex Whistler (1905-1944). Seu livro The Art of Optical Illusions ficou em primeiro lugar na lista "Top 10 Escolhas Rápidas para Leitores Jovens Adultos Relutantes" da American Library Association em 2001.
Ele deu muitas palestras sobre essas ilusões, incluindo uma palestra no TED (2004) e uma palestra no Fórum Econômico Mundial, Davos, em 2011.

## Vida pessoal
Seckel casou-se com Laura Mullen em 1980; sua filha Elizabeth nasceu em 1987. Mullen e Seckel depois se divorciaram. Seu segundo casamento foi com Denice D. Lewis em 2004 em Las Vegas, Nevada: nunca foi anulado. Seckel se casou pela terceira vez com Alice Klarke; o sindicato foi dissolvido em 2007. Seckel se envolveu com Isabel Maxwell de 2007 até sua morte na França em 2015.
De aproximadamente 2010 até sua morte em 2015, Seckel viveu na França. De acordo com o San Gabriel Valley Tribune e seu site pessoal, ele morreu perto de sua casa na França. O dia da morte não foi listado especificamente.